# Casa Berta
La Casa Berta és un edifici del municipi de Figueres (Alt Empordà) que forma part de l'Inventari del Patrimoni Arquitectònic de Catalunya. La casa pertanyia anteriorment a uns teixidors, que se suposa que devien ser els primers amos.

## Descripció
És un edifici situat al centre històric de la ciutat. Es tracta d'un edifici entre mitgeres. La planta baixa presenta tres portals: l'accés a l'edifici i els altres dos com a magatzems, amb altells vidriats. La primera planta presenta balconada correguda sostinguda per mènsules, amb tres finestrals. Trobem una guardapols ornamental damunt les obertures de la planta baixa i el primer pis. Al segon pis hi ha tres balcons sobre mènsules, obertures més petites. Culminant en terrassa i cornisa.